# Шипоопашата костенурка
 Тази статия е за Шипоопашата костенурка.  За други животни със сходно име вижте Шипоопашати.  
Шипоопашатата костенурка (Testudo hermanni) е вид влечуго, един от четирите европейски представителя на семейството на Сухоземните костенурки (Testudinidae).
Шипоопашатата костенурка достига до 3 – 4 kg тегло (източният подвид е по-едър) и 28 cm дължина. Много подобна е сродната ѝ шипобедрена костенурка (Testudo graeca), която също се среща на територията на България.

## Разпространение
Шипоопашатата костенурка се среща в Южна Европа – Пиренейския, Апенинския и Балканския полуостров (с изключение на вътрешните области в Хърватия, Сърбия, Босна и Херцеговина и Западна България), островите Корсика, Сицилия, Сардиния, Малта и Балеарските острови.
В България се среща подвидът Източна шипоопашата костенурка (T. h. boettgeri). Тя е разпространена в цялата страна в областите с надморска височина до 1400 m, с изключение на Добруджа, планинските местности в Западна България и равнинните райони с интензивно земеделие.
Шипоопашатата костенурка предпочита редки гори, за разлика от шипобедрената костенурка, която е типична за тревистите ландшафти.

## Подвидове
- T. h. boettgeri – Източна шипоопашата костенурка
- T. h. hermanni – Западна шипоопашата костенурка

## Начин на живот
Шипоопашатата костенурка е активна през деня. Храни се главно с трева и паднали горски плодове, рядко с безгръбначни. Зимува в дупки с дълбочина до 90 cm, които изкопава в сухи склонове с рохкава почва.
Шипоопашатата костенурка снася на 2 – 3 пъти по 2 – 5 бели издължени яйца, които заравя в почвата на сухи и топли места. Малките се излюпват след 100 – 120 дни.

## Разпознаване

### Характерни белези
Цветът на корубата може да варира, като основният цвят е жълтеникав с кафяви оттенъци. Тъмните петна по страничните щитчета са с триъгълна форма – по диагонала на щитчето, а тези върху централните щитчета – са с надлъжна форма. При напетняването също има много голямо разнообразие при различните индивиди – някои са много тъмни, при други почти липсват тъмните петна. Главата може напълно да се прибира в корубата. Кожата е с жълтеникав цвят. Възможно е да има кафяви или зелени нюанси. Предните крайници са сплеснати в долната си част, а задните – колонообразни.

### Разлики между мъжки и женски индивиди
Белег, служещ за различаване на половете, е добре изразеното вдлъбване на пластрона при полово зрелите мъжки в задната му част, което му помага да е по-стабилен при копулацията. При женските коремната част от корубата е изцяло равна.

### Близки видове
Шипоопашатата костенурка прилича много на шипобедрената сухоземна костенурка, като двата вида често могат да бъдат наблюдавани в едни и същи местообитания. Основната разлика между двата вида костенурки се състои във формата и разположението на роговите щитчета на гърба.

## Застрашеност
Шипоопашатата костенурка е защитена е от Приложение II на Бернската конвенция и от Приложения II и III на Закона за биологичното разнообразие.
Основните причини за застрашеността на шипоопашатата костенурка са интензивното земеделие, намаляването на горите и улавянето ѝ от хората. Костенурките се ловят за храна или заради поверието, че кръвта им помага за лечението на рак, левкемия и други тежки болести. Научните факти свидетелстват, че консумацията на кръв няма лечебен ефект, но в някои случаи може да причини други заболявания.
Сред отрицателно действащите фактори могат да се включат големите инфраструктурни проекти (магистрали и др.), застрояването на Черноморието, горските пожари, подменянето на широколистните гори с иглолистни. Младите индивиди често стават жертва на дивите свине в ниските планински райони в Северозападна България, които се хранят с тях.

## Необходими мерки за опазване на вида
Нужно е да се популяризира информацията, че сухоземните костенурки са защитен вид и че костенуркоядството не лекува болести; строг контрол и сериозни санкции за заловени бракониери; обявяване на защитени територии на местата с най-плътни популации и на отделни застрашени популации.